# Justin Hedley
Justin Douglas George Hedley (* 12. Juni 1996) ist ein Basketballspieler mit britischer sowie deutscher Staatsangehörigkeit.

## Laufbahn
Hedley entstammt der Jugendarbeit des Münchener Vereins MTSV Schwabing. Er spielte zudem für das „Team München Nord“ in der Nachwuchs-Basketball-Bundesliga. Im Herrenbereich ergatterte Hedley einen festen Platz im Aufgebot von Schwabings Regionalliga-Mannschaft.
2016 wurde er vom VfL Kirchheim aus der 2. Bundesliga ProA verpflichtet. Bis zum Ende der Spielzeit 2017/18 bestritt er für Kirchheim insgesamt 65 Spiele in der 2. Bundesliga ProA, im Vorfeld der Saison 2018/19 wechselte er zum MTSV Schwabing in die Regionalliga zurück. In der Sommerpause 2019 wurde Hedley von den White Wings Hanau (2. Bundesliga ProB) verpflichtet. Im Oktober 2019 kam es auf Hedleys Wunsch zur Vertragsauflösung, er wechselte zum Ligakonkurrenten TSV Oberhaching-Deisenhofen. In der Sommerpause 2020 wechselte er nach England zu den Loughborough Riders (National Basketball League) und nahm an der Loughborough University ein Biologiestudium auf. Er spielte dann zusätzlich für die Leicester Riders in der British Basketball League.

### Nationalmannschaft
Hedley stand im Kader der englischen U16-Nationalmannschaft.